# Zodiac Marine & Pool
Pour les articles homonymes, voir Zodiaque (homonymie).
Zodiac Marine & Pool (ZMP), officiellement Zodiac International, est un ancien groupe multinational spécialisé dans les bateaux pneumatiques "Zodiac" et les équipements de piscine, dont le siège était situé au 1, quai de Grenelle, dans le 15e arrondissement de Paris. 
Issue de la division Marine du groupe Zodiac, elle trouve ses origines dans la Société Mallet, Mélandri et de Pitray créée en 1896. Zodiac annonce la fusion en 2007 de sa division Marine avec Jandy Pool Products, détenu par Carlyle Group pour créer le groupe Zodiac Marine & Pool, détenu à 69 % par Carlyle Group et à 27 % par Zodiac.
En 2012, le groupe se scinde en trois entités distinctes : Zodiac Marine (cédée à Opengate Capital), Zodiac Military and Professional (cédée à Oaktree Capital) et Zodiac Pool Solutions (conservée par Carlyle Group jusqu'en 2016),.

## Dénomination
Le terme Zodiac est utilisé couramment pour désigner un canot pneumatique, qui fut l'un des produits phares de Zodiac Marine and Pool, mais, pour ne pas risquer de perdre ses droits sur la marque Zodiac française, la société s'oppose formellement à cet usage.

## Histoire

### Origines
Zodiac est directement issu de deux entreprises (l'Union Aéronautique de France et la Société Mallet, Mélandri et de Pitray en 1896) fondées par Maurice Mallet, Henry de la Vaulx (Comte de La Vaulx) et des associés.
L'entreprise qui deviendra plus tard Zodiac, la Société française de ballons dirigeables et d'aviation, fut créée le 5 mars 1908. La particularité de cette entreprise est qu'elle s'adresse alors aussi bien aux particuliers désireux d'acquérir un aérostat qu'aux entreprises voulant afficher de la publicité sur les ballons. On ne connaît pas l'origine de cette marque déposée le 2 février 1909.
Dirigeables Zodiac :
- Le Comte de La Vaulx est construit en 1906. Rebaptisé Zodiac II après modifications en 1908.
- le Zodiac I (à l'origine nommé Le-Petit-Journal), dirigeable démontable, est construit en 1908.
- suit une série de dirigeables souples, jusqu'au numéro XI en 1913. Une grande partie est exportée.
- Le Spiess, 1913, un des rares dirigeables rigides construits en France. Similaire de conception à un Zeppelin, à l'exception de la structure qui est en poutrelles de bois creuses au lieu d'aluminium.
- Jusqu'aux années 1930, ce sont 63 dirigeables qui sortiront des ateliers Zodiac.

La société se diversifia en construisant également des « plus lourds que l'air », des avions monoplans et biplans.
La même année, elle change une première fois de nom pour devenir la Société française de ballons dirigeables et d'aviation Zodiac et une nouvelle fois en 1911, Société Zodiac, anciens Établissements aéronautiques Maurice Mallet.
De 1912 à 1914, elle construit également des hydravions et des moteurs de type Pickers.
Le déclenchement de la Première Guerre mondiale l'oblige à interrompre la fabrication d'avions, ce qui provoque des problèmes financiers.
Ses premiers contacts avec le domaine maritime ont lieu dans les années 1920, avec la construction de vedettes pour la Marine nationale française. Les premières recherches sur les bateaux pneumatiques (que l'on appellera plus tard couramment des Zodiacs) débutent en 1934 avec les travaux de Pierre Debroutelle.
Bien que travaillant beaucoup avec l'armée, un des objectifs de l'entreprise est également d'avoir un pied dans le domaine civil. Elle participe donc plusieurs fois à des manifestations de ballons aérostatiques.
Le domaine des bateaux pneumatiques est alors principalement exploité par l'Armée, mais les traversées en 1952 à bord d'un Zodiac Mark III (surnommé L'Hérétique) du docteur Alain Bombard de Monaco à Tanger (avec un coéquipier anglais, Jack Palmer), puis de Las Palmas dans les Canaries à la Barbade permettent de prouver au public la solidité des bateaux pneumatiques. Ces traversées, avec un minimum de nourriture et d'eau douce, ont pour but de montrer la résistance de l'homme à un naufrage et les techniques à utiliser pour survivre le plus longtemps possible dans ces conditions.
L'activité maritime prenant de l'ampleur et la création de filiales à l'étranger (comme Zodiac Marine España en Espagne) poussent la société à changer une nouvelle fois de nom pour devenir en 1965 Zodiac.
Le domaine aéronautique n'est pas délaissé pour autant. En 1966, le Centre national d'études spatiales (CNES), dans le cadre du projet EOLE, commande la réalisation d'un ballon météorologique.
Au début des années 1970, la société connaît des problèmes financiers, qu'elle règle en se recentrant sur sa principale activité, les bateaux pneumatiques.
L'entreprise entre en Bourse le 7 février 1983, au CAC Mid 100 de la Bourse de Paris.

### 2007: Zodiac Marine devient Zodiac Marine & Pool
Le 17 avril 2007 est annoncée la poursuite de pourparlers en vue de céder les activités « marine » à une holding détenue à 72 % par le groupe Carlyle et à 28 % par Zodiac.
Le 28 septembre 2007, Zodiac et Carlyle Group annoncent la création de Zodiac Marine & Pool, issu du rapprochement de Zodiac Marine avec Jandy Pool Products. La nouvelle entité est détenue à hauteur de 69 % par Carlyle Group, 27 % par Zodiac et 4 % par l'équipe de direction.
En 2010, Zodiac Marine & Pool cède au groupe britannique Survitec division S.O.L.A.S (pour Safety of Life at Sea) spécialisée dans les radeaux de sauvetage, comprenant sa filiale française Zodiac Solas (aujourd'hui ZodiacSurvitec) ainsi que l'entreprise canadienne DBC Marine Safety Systems.

### 2012: scission du groupe
Fin 2012, Zodiac Marine & Pool se scinde en trois entités : 
- Zodiac Marine, regroupant les activités marine de loisir cédées au fonds de retournement Opengate Capital[4] ;
- Zodiac Military and Professional (dont EVAC), regroupant les activités marine militaires et environnement cédées au fonds Oaktree Capital[3] ;
- Zodiac Pool Solutions, regroupant les activités spécialisées dans les équipements de piscine sont conservées par Carlyle Group.

En janvier 2013, l'entité restante prend le nom de Zodiac Pool Solutions pour ne commercialiser que des équipements de piscine (système de filtration, système de chauffage, système de nettoyage d'eau et robots de nettoyage des surfaces). 

### Suites
La branche canots pneumatiques Zodiac Marine cédée en 2012 au fonds Opengate Capital a fait l'objet d'un dépôt de bilan par son nouvel actionnaire en avril 2015, avant d'être repris par trois industriels français.
En 2016, le groupe Carlyle cède Zodiac Pool Solutions à Rhône Group.
En novembre 2017, le fonds américain Rhône Group, qui détient également le groupe espagnol Fluidra, annonce la fusion de celui-ci avec Zodiac Pool Solutions pour créer Zodiac-Fluidra, effective à l'été 2018.

## Activités
Les activités de Zodiac Marine & Pool, détaché du groupe Zodiac en 2007, étaient composées de,: 
- la division "Marine" :
  - Zodiac Marine : bateaux pneumatiques de loisir, cédé en 2012 puis devenu Zodiac Nautic ;
    - Bombard : marque de bateaux pneumatiques ;
    - Avon Inflatables : bateaux semi-rigides ou rigid-hulled inflatable boat, actuel Zodiac Yachtline[12] ;
    - Zodiac Recreational of North America, filiale américaine de Zodiac Marine ;
    - Zodiac Marine Espace : équipements comme les coussins gonflables de sécurité et les systèmes de télémesures et de télétransmissions, cédé par Zodiac Marine en 2015, puis devenu Airstar Aerospace ;

  - Zodiac Military and Professional : bateaux pneumatiques militaires, cédé en 2013 et devenu Zodiac Milpro ;
    - Zodiac Hurricane ;

  - Zodiac SOLAS : radeaux de sauvetage et de survie, cédé en 2010 et devenu ZodiacSurvitec ;
    - DBC Marine Safety Systems ;

  - EVAC : société finlandaise acquise en 2004 spécialisée solutions pour l'environnement[13] ;
    - Norsk Inova, société norvégienne acquise en 2007.
- la division "Pool Care", créée en 1998[14] ;
  - Zodiac Pool Solutions, fusionné au sein de Zodiac-Fluidra en 2017 : piscines pour particuliers ;
    - Zodiac Pool Care Inc. (anciennement Polaris Pool Systems, Inc.), acquise en 2006 : robots de piscine ;
    - Zodiac Pool Systems, Inc. (anciennement Jandy Pool Products Inc.) : pompes et filtres pour piscines ;
      - Cover-Pools Inc. : couvertures automatiques pour piscines ;

    - Europool, société italienne acquise en 1987 ;
    - Clearwater, société australienne acquise en 2001 : solutions de traitement de l’eau.

## Actionnariat
| Actionnaires        | Parts détenues |
| ------------------- | -------------- |
| Carlyle Group       | 69 %           |
| Groupe Zodiac       | 27 %           |
| Équipe de direction | 4 %            |